# Enciclopedia delle matematiche elementari e complementi
L'Enciclopedia delle matematiche elementari e complementi è un'opera enciclopedica di matematica pubblicata a Milano, in sette volumi, dall'editore Hoepli, fra il 1930 e il 1951. Per estensione, è la maggiore enciclopedia di matematica pubblicata in Italia.

## L'opera
"Elementare", nell'accezione intesa nel titolo, non deve portare a fraintendimenti: si tratta piuttosto di un'opera che sistematicamente espone (in 63 articoli più un'appendice), con notevole profondità e completezza, pressoché tutti i capitoli della matematica e le sue principali applicazioni, i cui contenuti sono sinteticamente trattati a partire dai loro fondamenti e metodi, le principali tematiche con le connesse problematiche, le origini storiche e le relative fonti, fino allo stato dell'arte al momento in cui l'opera fu redatta. Ogni articolo, oltre ad affrontare – là dove possibile – le inerenti questioni storiche e didattiche, è poi corredato di una quanto mai ricca, comprensiva e vasta bibliografia.
Il primo volume, in due parti, tratta dei fondamenti della matematica, dell'aritmetica e dell'analisi matematica, il secondo, in due parti, è rivolto alla geometria, mentre il terzo, in tre parti, riguarda la matematica applicata, la fisica, la storia e la didattica (cfr. la sezione Piano dell'opera). 
Come si evince dalla Prefazione alla I edizione, scritta dai curatori Luigi Berzolari, Giulio Vivanti e Duilio Gigli nel giugno del 1929, l'opera è il frutto della proposta avanzata, per la prima volta nel 1909, da Roberto Bonola in seno alla Sezione Lombarda della Società Mathesis, che l'approvò, affidandone quindi l'attuazione a una commissione inizialmente formata da Berzolari, quale presidente, e da altri tre componenti, fra cui Bonola medesimo. Nello stesso anno, si tracciò un primo piano dell'opera, delineante gli scopi, le materie e gli indirizzi dell'enciclopedia.
L'editore Ulrico Hoepli non esitò ad accettare subito l'incarico della pubblicazione dell'opera, il cui progetto incontrò favore anche all'estero, al punto che era stata pure prevista la pubblicazione di una parallela edizione tedesca. La commissione, intanto, aveva già ricevuta la disponibilità di molti studiosi e ricercatori italiani quali incaricati della redazione di ciascun capitolo, tant'è che già il primo volume, assieme a parte del secondo, erano pronti per la pubblicazione già pochi anni dopo, se non che, la prematura morte del Bonola, lo scoppio della guerra e la relativa congiuntura, bloccarono il prosieguo dell'opera, che riprese vita solo verso la fine degli anni '20, con una nuova commissione formata, oltre che da Berzolari, da Vivanti e Gigli, la quale dovette ricostituire il gruppo di collaboratori.
Alla realizzazione complessiva dell'opera contribuiranno ben 52 collaboratori italiani, fra docenti, studiosi e ricercatori, tutti di riconosciuto valore,   coordinati perlopiù da Berzolari, molti dei quali forniranno contributi ampi ed originali per l'epoca, pubblicati per la prima volta proprio in quest'opera. In particolare, molti dei suoi capitoli raccoglieranno contenuti e risultati esposti per la prima volta in forma sistematica, organica e unitaria, raccordati agli altri ambiti e contenuti disciplinari presenti nella stessa opera o altrove secondo opportuni rimandi bibliografici.
L'opera, nonostante l'età, è tuttora di grande rilevanza, soprattutto storico-bibliografica, nonché pedagogica. Ad esempio, il metodo didattico prospettato da Luigi Brusotti nel capitolo "Questioni didattiche" (del Volume III, Parte 2ª), definito come "euristico, attivo, dinamico", è stato raccomandato dall'Università degli Studi Roma Tre per un corretto insegnamento della matematica. Particolarmente ampio è il terzo volume, in entrambe le sue due parti, dedicato alle applicazioni.
La prima edizione dell'opera risale al periodo compreso fra il 1930 (Volume I, Parte 1ª) e il 1951 (Volume III, Parte 3ª), e ha visto più ristampe anastatiche, l'ultima del 1979.

## Edizioni
L'opera è stata pubblicata in tempi successivi. 
La parte prima del volume I, uscì nel 1930, la seconda parte nel 1932, entrambe a cura di Berzolari, Vivanti e Gigli. Gli argomenti trattati (in 20 capitoli, di complessive 1.060 pagine, scritti da 13 autori) riguardano l'aritmetica, il calcolo numerico, l'algebra, l'analisi matematica.
La prima parte del volume II, uscì nel 1937, la seconda parte nel 1938, entrambe a cura di Berzolari e Vivanti. Gli argomenti trattati (in 19 capitoli, di complessive 1.206 pagine, scritti da 16 autori) vertono sulla geometria. 
La prima parte del volume III, uscì nel 1947, la seconda parte nel 1950, la terza parte nel 1951, le prime due curate dal Berzolari, la terza da Corrado Gini e Giuseppe Pompilj. Gli argomenti trattati (in 24 capitoli più un'appendice, di complessive 2.216 pagine, scritti da 23 autori) riguardano la fisica, la matematica applicata, la storia della matematica e della fisica, la didattica.

## Piano dell'opera

### Vol. I - parte 1ª
- Logica (di Alessandro Padoa)
- Aritmetica generale (Duilio Gigli)
- Aritmetica pratica (Ettore Bortolotti e Duilio Gigli)
- Teoria dei numeri, Analisi indeterminata (Michele Cipolla)
- Progressioni (Aldo Finzi)
- Logaritmi (Aldo Finzi)
- Calcolo meccanico (Giuseppe Tacchella)

### Vol. I - parte 2ª
- Calcolo combinatorio (Luigi Berzolari)
- Elementi della teoria dei gruppi (Luigi Berzolari)
- Determinanti (Luigi Berzolari)
- Equazioni lineari (Luigi Berzolari)
- Sostituzioni lineari. Forme lineari, bilineari, quadratiche (Luigi Berzolari)
- Funzioni razionali di una o più variabili (Onorato Nicoletti)
- Proprietà generali delle funzioni algebriche (Onorato Nicoletti)
- Equazioni di 2º, 3º, 4º grado ed altre equazioni algebriche particolari – Sistemi di equazioni algebriche di tipo elementare (Eugenio Giuseppe Togliatti)
- Metodi per la discussione dei problemi di secondo grado e cenno su quelli di terzo e di quarto grado (Roberto Marcolongo)
- Limiti, serie, frazioni continue, prodotti infiniti (Giuseppe Vitali)
- Elementi di analisi infinitesimale (Giulio Vivanti)
- Rapporti fra la teoria degli aggregati e la Matematica elementare (Giulio Vivanti)
- Le funzioni analitiche da un punto di vista elementare (Salvatore Pincherle)

### Vol. II - parte 1ª
- Fondamenti di geometria (Piero Benedetti)
- Proprietà elementari delle figure del piano e dello spazio (Emilio Artom)
- Teoria della misura (Duilio Gigli e Luigi Brusotti)
- La Geometria del triangolo (Virginio Retali e Giuseppina Biggiogero)
- Poligoni e poliedri (Luigi Brusotti)
- Sistemi lineari di cerchi e di sfere (Bonaparte Colombo)
- Trasformazioni geometriche elementari (Ugo Cassina)
- I problemi geometrici elementari e i problemi classici (Amedeo Agostini)
- Le funzioni circolari e le funzioni iperboliche. Trigonometria piana e sferica (Amedeo Agostini)

### Vol. II - parte 2ª
- Massimi e minimi (Eugenio Giuseppe Togliatti)
- Teoria elementare delle sezioni del cono e del cilindro rotondi (Giulio Lazzeri)
- Elementi di calcolo vettoriale (Cesare Burali-Forti)
- Geometria analitica (Beniamino Segre)
- Geometria proiettiva (Eugenio Giuseppe Togliatti)
- Geometria descrittiva e applicazioni (Annibale Comessatti)
- Curve e superfici speciali (Gino Loria)
- Geometrie non euclidee e non archimedee (Gino Fano)
- Geometria elementare e matematiche superiori (Oscar Chisini)

### Vol. III - parte 1ª
- Sistemi e unità di misura (Giovanni Giorgi)
- Teoria generale delle dimensioni fisiche, sue caratteristiche applicazioni (Paolo Straneo)
- Metodi di calcolo vettoriale e spaziale, notizie critiche e comparative (Giovanni Giorgi)
- Calcolo matriciale (Giovanni Giorgi)
- Meccanica razionale (Attilio Palatini)
- Calcolo grafico e Statica grafica (Ermenegildo Daniele)
- Fisica classica (Mariano Pierucci)
- Cosmografia e cenni di Meccanica celeste (Luigi Gabba)
- Ottica geometrica (Gino Giotti)
- Cristallografia e fisica cristallografica (Rocco Serini)
- Topografia e istrumenti topografici, elementi di Geodesia (Gino Cassinis e Luigi Solaini)
- Teoria della relatività (Attilio Palatini)
- Materia, irraggiamento e fisica quantica (Paolo Straneo)

### Vol. III - parte 2ª
- Approssimazioni numeriche (Ugo Cassina)
- Calcolo delle probabilità (Filippo Sibirani)
- Metodologia statistica: la misura dei fenomeni collettivi (Corrado Gini)
- Matematica finanziaria (Tommaso Boggio)
- Matematica attuariale (Tommaso Boggio e Fernando Giaccardi)
- Matematica ricreativa (Michele Cipolla)
- Storia della matematica elementare (Ettore Bortolotti)
- Caratteri e indirizzi della matematica moderna (Francesco Severi e Fabio Conforto)
- Storia del pensiero fisico (Mario Gliozzi)
- Questioni didattiche (Luigi Brusotti)
- Appendice. Sui fondamenti della geometria (Giovanni Giorgi)

### Vol. III - parte 3ª
- Metodologia statistica: integrazione e comparazione dei dati (Corrado Gini e Giuseppe Pompilj)